# Brenouille
Brenouille ist eine französische Stadt mit 2.120 Einwohnern (Stand: 1. Januar 2022) im Département Oise in der Region Hauts-de-France. Sie gehört zum Arrondissement Clermont, zum Kanton Pont-Sainte-Maxence und zum Gemeindeverband Pays d’Oise et d’Halatte. Die Einwohner werden Brenouillois genannt.

## Geographie

### Lage
Die StadtBrenouille liegt etwa fünf Kilometer nordöstlich von Creil und 51 Kilometer nördlich von Paris am Fluss Oise, der die südliche Gemeindegrenze markiert.

### Nachbargemeinden
|                     | Cinqueux                                    | Monceaux            |
| Laigneville         | Kompassrose, die auf Nachbargemeinden zeigt | Les Ageux           |
| Verneuil-en-Halatte | Beaurepaire                                 | Pont-Sainte-Maxence |

## Bevölkerungsentwicklung
| Jahr      | 1962 | 1968 | 1975 | 1982 | 1990 | 1999 | 2006 | 2012 | 2021 |
| Einwohner | 356  | 374  | 428  | 860  | 1843 | 2223 | 2184 | 2104 | 2065 |

## Sehenswürdigkeiten
- Kirche Saint-Rieul aus dem 12. Jahrhundert

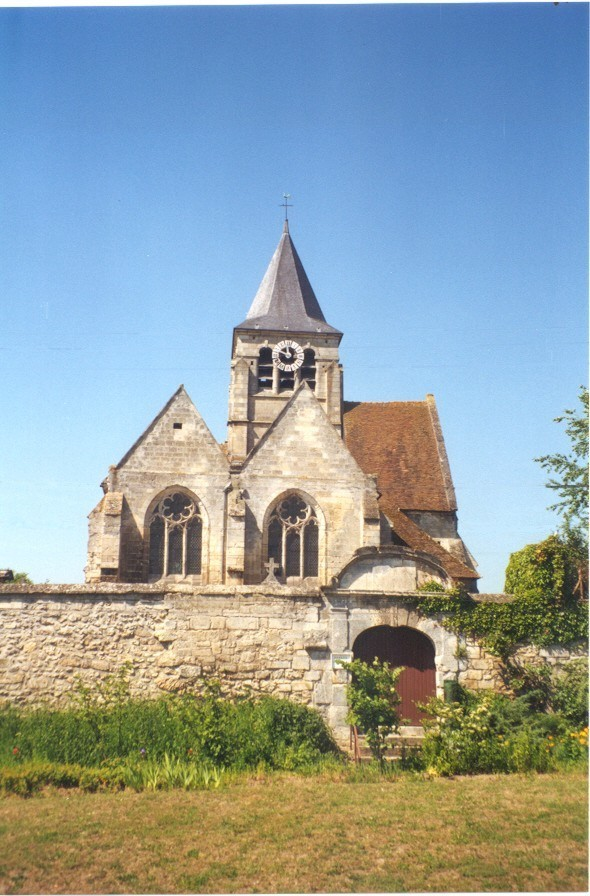
Kirche Saint-Rieul
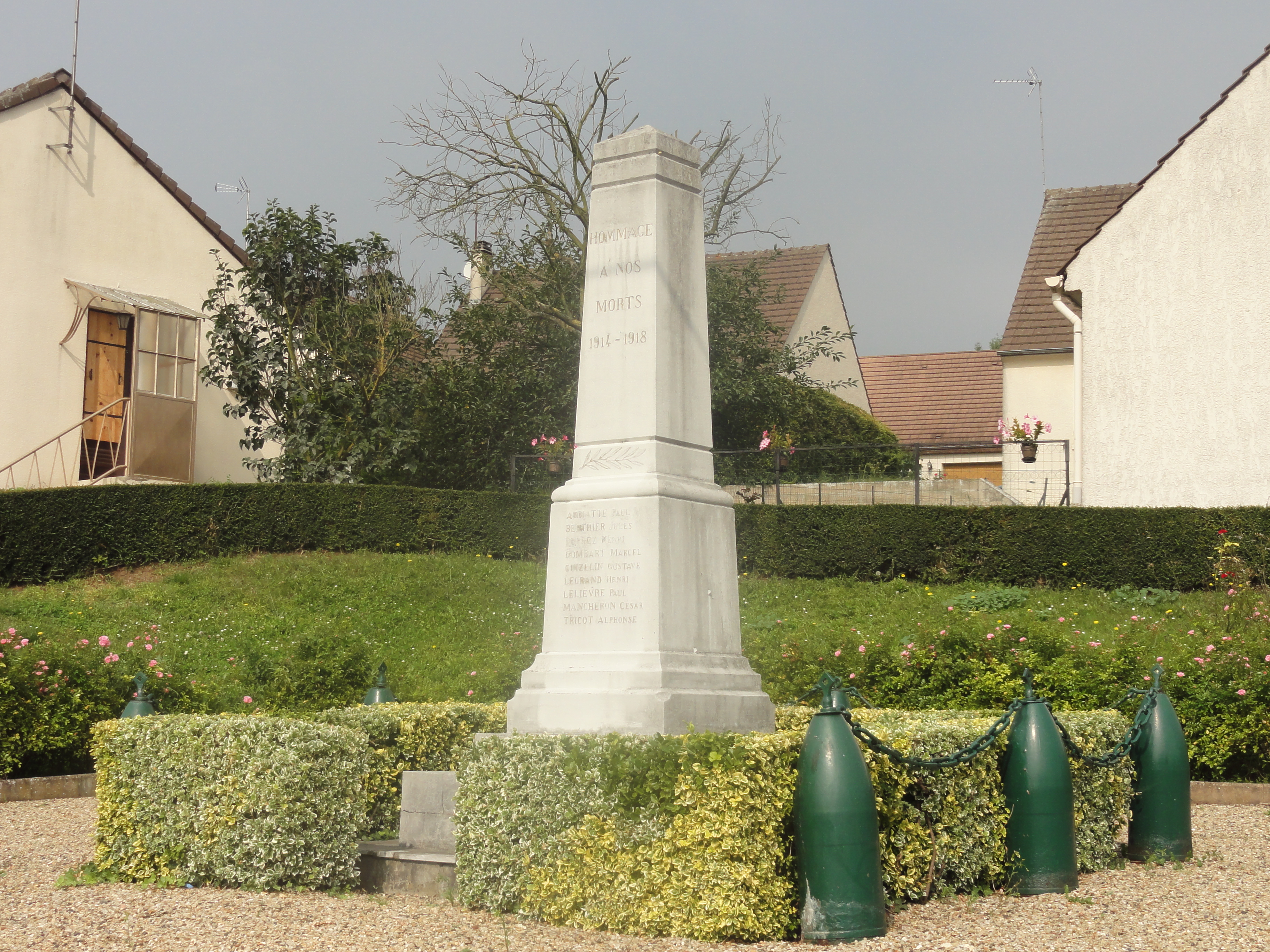
Gefallenendenkmal